# Molières-Cavaillac
Pour les articles homonymes, voir Molières.
Molières-Cavaillac est une commune française située dans l'ouest du département du Gard, en région Occitanie.
Exposée à un climat méditerranéen, elle est drainée par l'Arre, le Coudoulous et par un autre cours d'eau. Incluse dans les Cévennes, la commune possède un patrimoine naturel remarquable : deux sites Natura 2000 (le « causse de Blandas » et les « gorges de la Vis et cirque de Navacelles ») et trois zones naturelles d'intérêt écologique, faunistique et floristique.
Molières-Cavaillac est une commune rurale qui compte 903 habitants en 2022, après avoir connu une forte hausse de la population depuis 1968. Elle est dans l'agglomération de Vigan et fait partie de l'aire d'attraction du Vigan. Ses habitants sont appelés les Molièrois et Molièroises.

## Géographie
La commune de Molières-Cavaillac est une commune de la communauté de communes du Pays viganais.
Bâti sur un éperon rocheux calcaire, le village de Molières domine la plaine de Cavaillac. La commune est traversée par la rivière Arre et son affluent le Coudoulous.

### Climat
Pour des articles plus généraux, voir Climat de l'Occitanie et Climat du Gard.
En 2010, le climat de la commune est de type climat méditerranéen franc, selon une étude s'appuyant sur une série de données couvrant la période 1971-2000. En 2020, Météo-France publie une typologie des climats de la France métropolitaine dans laquelle la commune est dans une zone de transition entre le climat de montagne et le climat méditerranéen et est dans une zone de transition entre les régions climatiques « Provence, Languedoc-Roussillon » et « Sud-est du Massif Central ».
Pour la période 1971-2000, la température annuelle moyenne est de 13,5 °C, avec une amplitude thermique annuelle de 16,3 °C. Le cumul annuel moyen de précipitations est de 1 331 mm, avec 8,7 jours de précipitations en janvier et 3,7 jours en juillet. Pour la période 1991-2020, la température moyenne annuelle observée sur la station météorologique la plus proche, située sur la commune du Vigan à 3 km à vol d'oiseau, est de 13,7 °C et le cumul annuel moyen de précipitations est de 1 494,8 mm,. Pour l'avenir, les paramètres climatiques de la commune estimés pour 2050 selon différents scénarios d'émission de gaz à effet de serre sont consultables sur un site dédié publié par Météo-France en novembre 2022.

### Milieux naturels et biodiversité

#### Espaces protégés
La protection réglementaire est le mode d’intervention le plus fort pour préserver des espaces naturels remarquables et leur biodiversité associée,.
Dans ce cadre, la commune fait partie de l'aire d'adhésion du Parc national des Cévennes. Ce  parc national, créé en 1967, est un territoire de moyenne montagne formé de cinq entités géographiques : le massif de l'Aigoual, le causse Méjean avec les gorges du Tarn et de la Jonte, le mont Lozère, les vallées cévenoles ainsi que le piémont cévenol.
La commune fait partie de la zone de transition des Cévennes, un territoire d'une superficie de 116 032 ha reconnu réserve de biosphère par l'UNESCO en 1985 pour la mosaïque de milieux naturels qui la composent et qui abritent une biodiversité exceptionnelle, avec 2 400 espèces animales, 2 300 espèces de plantes à fleurs et de fougères, auxquelles s’ajoutent d’innombrables mousses, lichens, champignons,.

#### Réseau Natura 2000

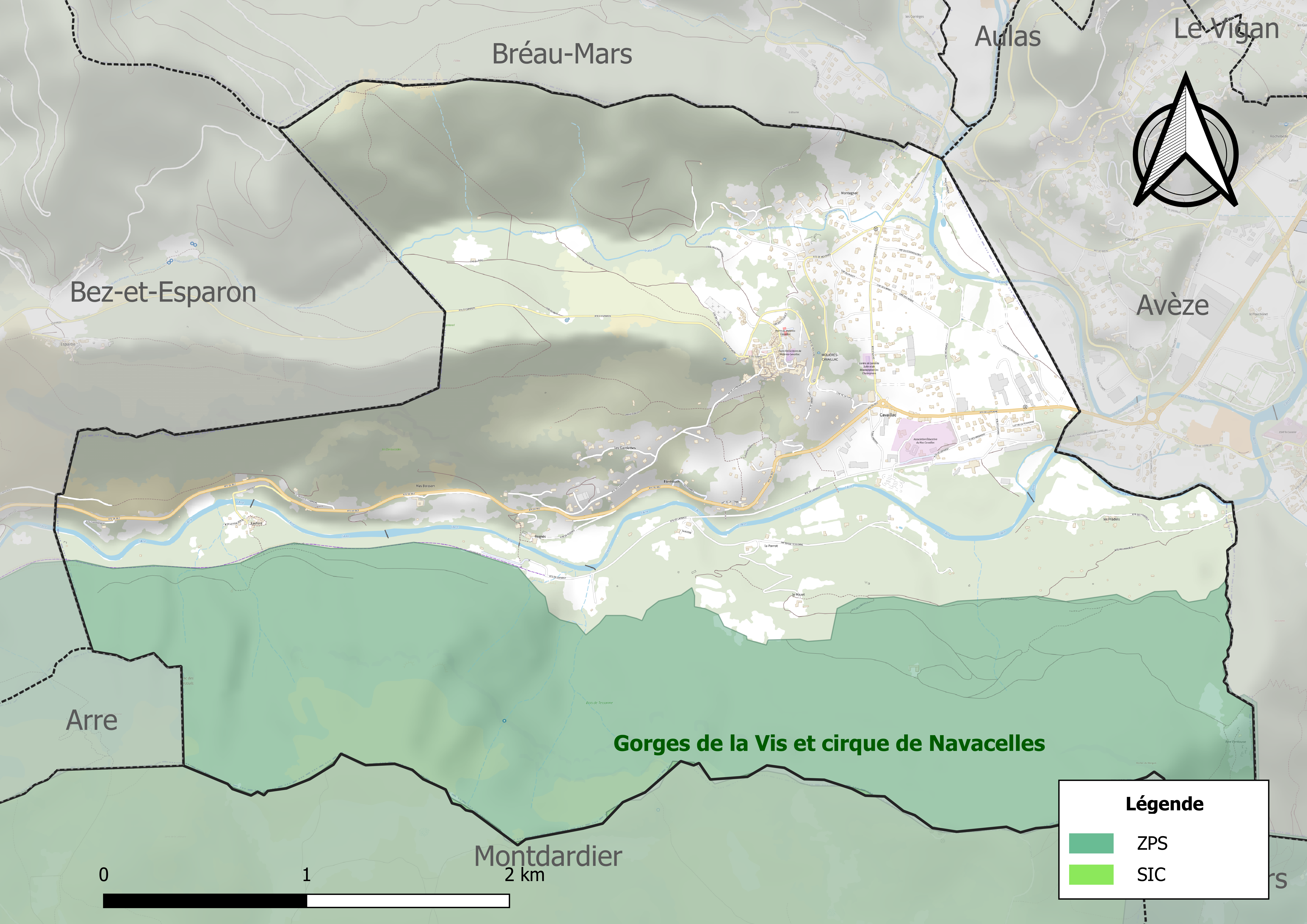
Site Natura 2000 sur le territoire communal.

Le réseau Natura 2000 est un réseau écologique européen de sites naturels d'intérêt écologique élaboré à partir des directives habitats et oiseaux, constitué de zones spéciales de conservation (ZSC) et de zones de protection spéciale (ZPS).
Un site Natura 2000 a été défini sur la commune au titre de la directive habitats :
- le « causse de Blandas », d'une superficie de 7 913 ha, fait partie des causses méridionaux, un ensemble régional original unique en Europe. Il est le plus grand ensemble de formations herbeuses sèches semi-naturelles en France et abrite un grand nombre d’espèces endémiques[14]

et un au titre de la directive oiseaux : 
- les « gorges de la Vis et cirque de Navacelles », d'une superficie de 20 277 ha, qui offrent aux oiseaux les milieux nécessaires à la reproduction, à l’hivernage ou au repos en phase migratoire. Il compte, à différentes périodes de l’année, un grand nombre d’espèces remarquables à l’échelle européenne[15].

#### Zones naturelles d'intérêt écologique, faunistique et floristique
L’inventaire des zones naturelles d'intérêt écologique, faunistique et floristique (ZNIEFF) a pour objectif de réaliser une couverture des zones les plus intéressantes sur le plan écologique, essentiellement dans la perspective d’améliorer la connaissance du patrimoine naturel national et de fournir aux différents décideurs un outil d’aide à la prise en compte de l’environnement dans l’aménagement du territoire.
Une ZNIEFF de type 1 est recensée sur la commune :
le « bois de la Tessonne » (507 ha), couvrant 5 communes du département et deux ZNIEFF de type 2, : 
- le « causse de Blandas » (9 113 ha), couvrant 12 communes dont 11 dans le Gard et 1 dans l'Hérault[18] ;
- les « vallées amont de l'Hérault » (21 533 ha), couvrant 23 communes dont 22 dans le Gard et 1 dans l'Hérault[19].

Carte des ZNIEFF de type 1 et 2 à Molières-Cavaillac.
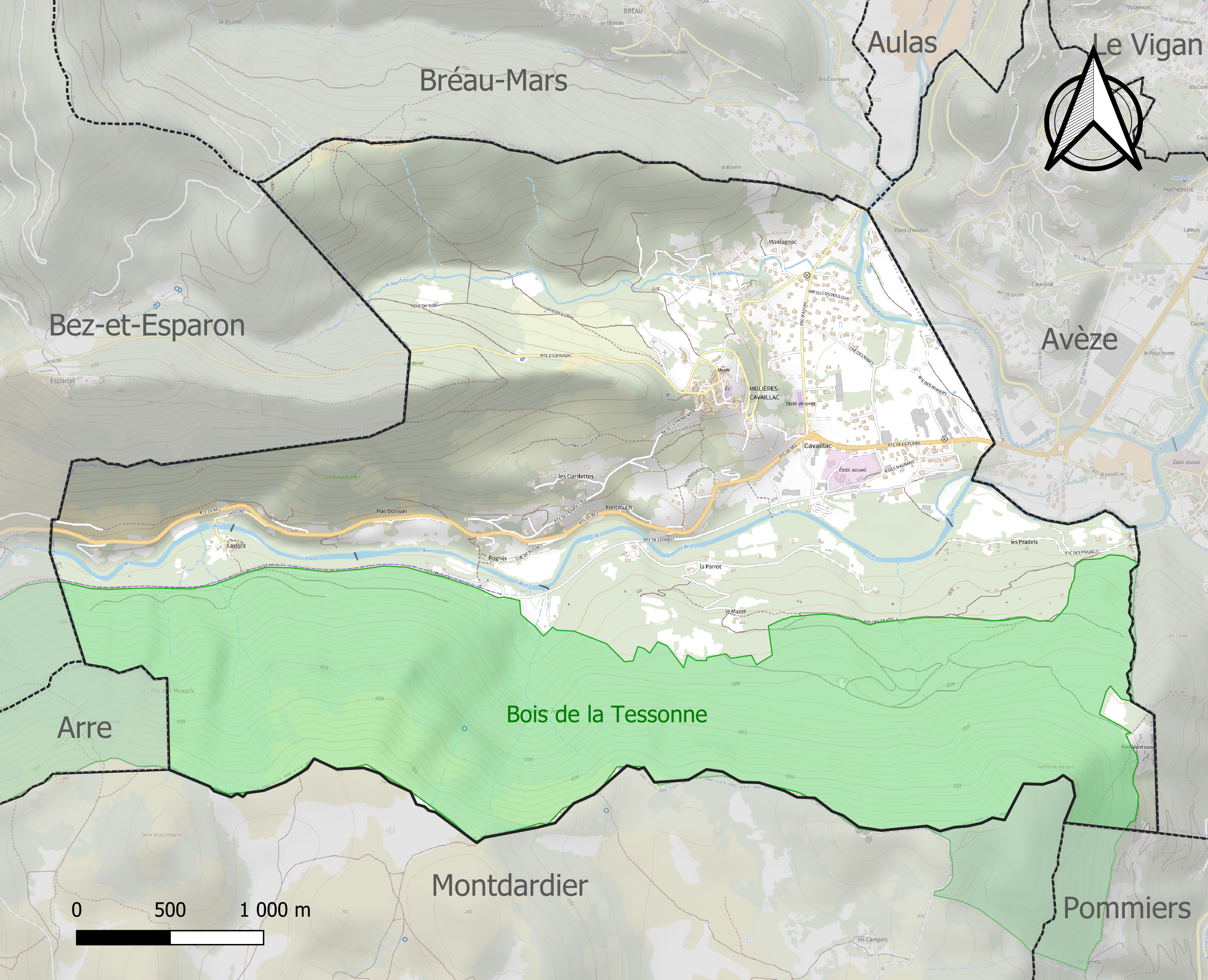
Carte de la ZNIEFF de type 1 sur la commune.
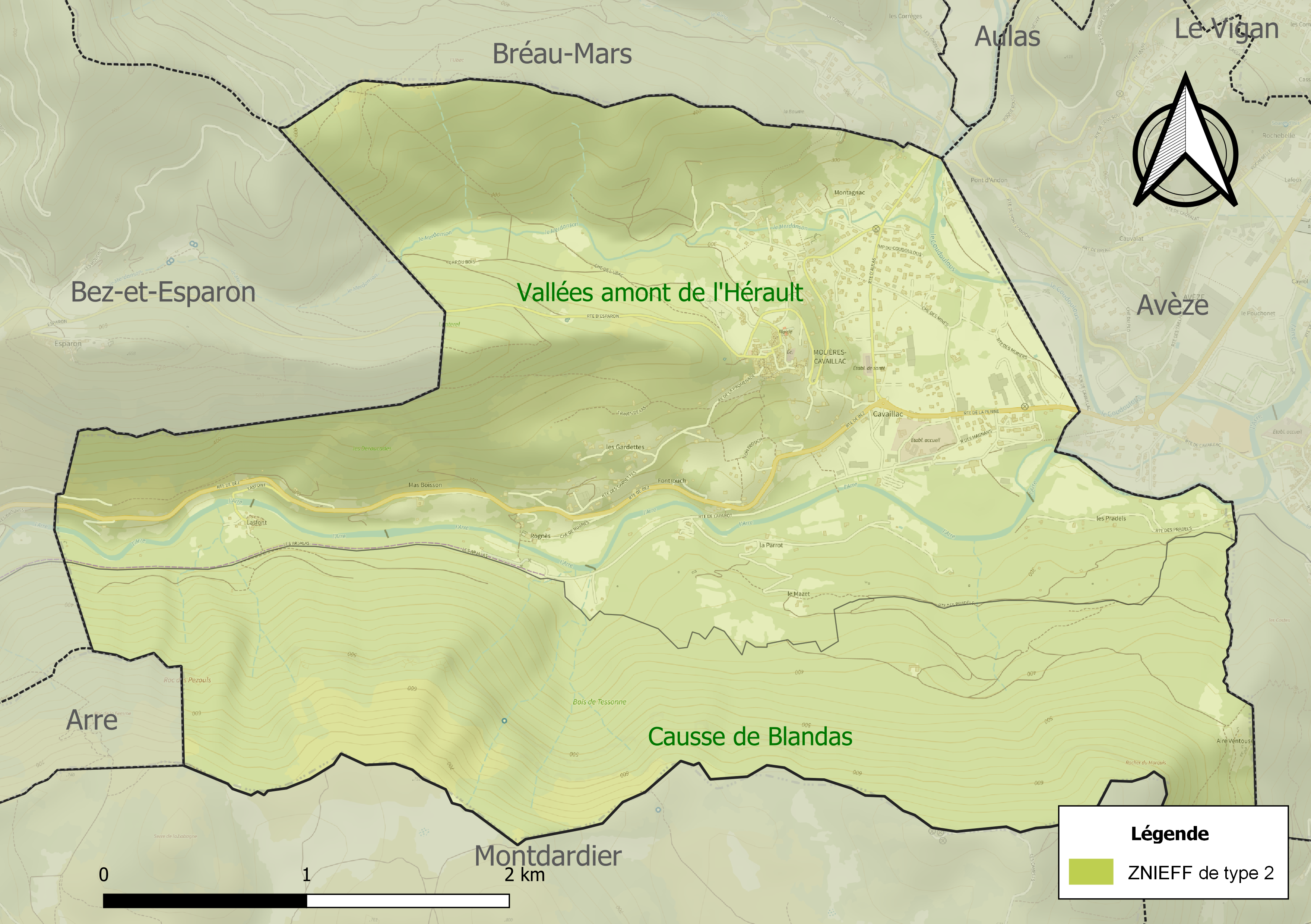
Carte des ZNIEFF de type 2 sur la commune.

## Urbanisme

### Typologie
Au 1er janvier 2024, Molières-Cavaillac est catégorisée bourg rural, selon la nouvelle grille communale de densité à sept niveaux définie par l'Insee en 2022.
Elle appartient à l'unité urbaine du Vigan, une agglomération intra-départementale regroupant six  communes, dont elle est une commune de la banlieue,,. Par ailleurs la commune fait partie de l'aire d'attraction du Vigan, dont elle est une commune du pôle principal,. Cette aire, qui regroupe 20 communes, est catégorisée dans les aires de moins de 50 000 habitants,.

### Occupation des sols
L'occupation des sols de la commune, telle qu'elle ressort de la base de données européenne d’occupation biophysique des sols Corine Land Cover (CLC), est marquée par l'importance des forêts et milieux semi-naturels (62,8 % en 2018), une proportion identique à celle de 1990 (62,8 %). La répartition détaillée en 2018 est la suivante : 
forêts (61 %), zones agricoles hétérogènes (14,7 %), zones urbanisées (11,5 %), prairies (10,9 %), milieux à végétation arbustive et/ou herbacée (1,8 %). L'évolution de l’occupation des sols de la commune et de ses infrastructures peut être observée sur les différentes représentations cartographiques du territoire : la carte de Cassini (XVIIIe siècle), la carte d'état-major (1820-1866) et les cartes ou photos aériennes de l'IGN pour la période actuelle (1950 à aujourd'hui).

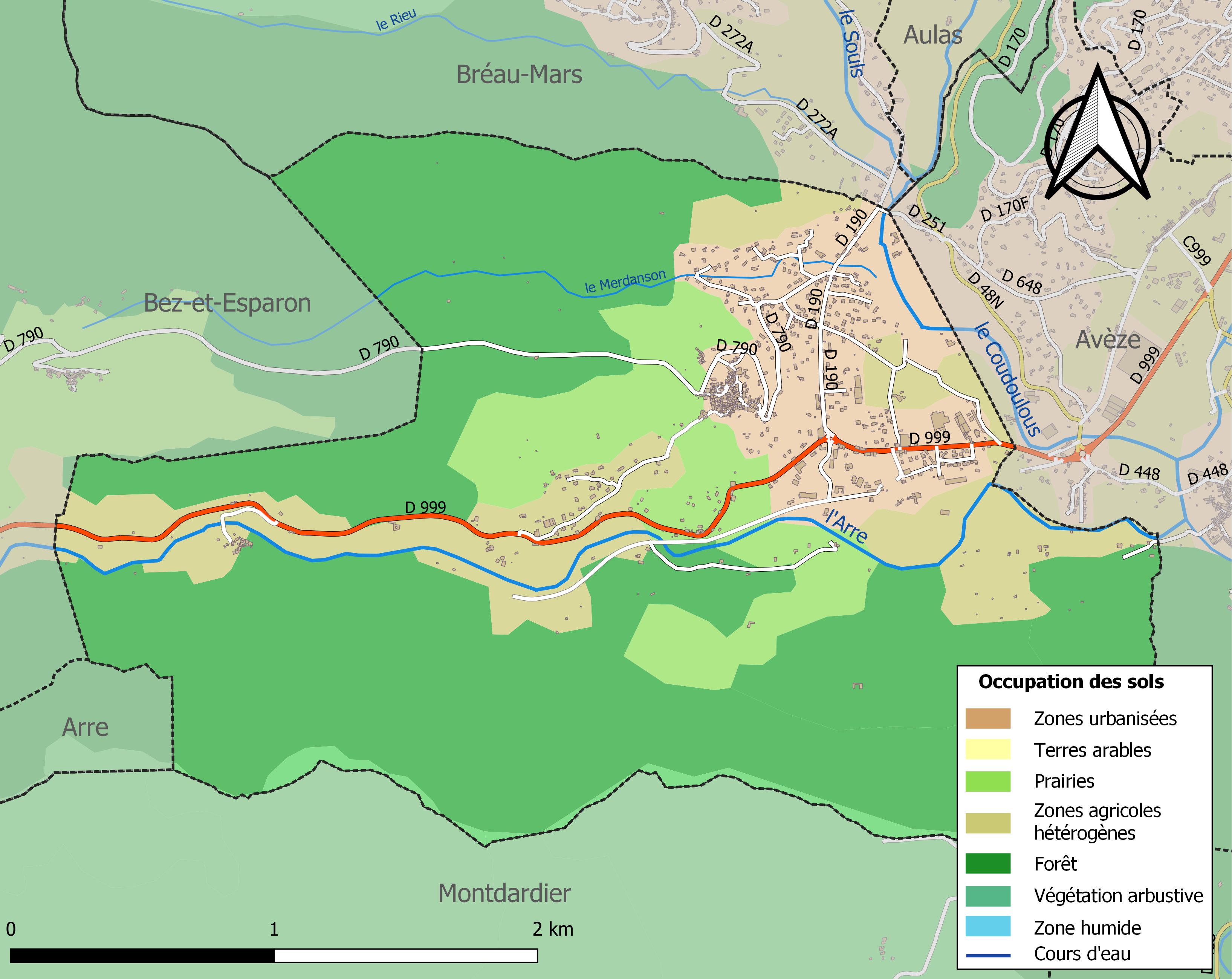
Carte des infrastructures et de l'occupation des sols de la commune en 2018 (CLC).

### Risques majeurs
Le territoire de la commune de Molières-Cavaillac est vulnérable à différents aléas naturels : météorologiques (tempête, orage, neige, grand froid, canicule ou sécheresse), inondations, feux de forêts, mouvements de terrains et séisme (sismicité faible). Il est également exposé à un risque particulier : le risque de radon. Un site publié par le BRGM permet d'évaluer simplement et rapidement les risques d'un bien localisé soit par son adresse soit par le numéro de sa parcelle.

#### Risques naturels
Certaines parties du territoire communal sont susceptibles d’être affectées par le risque d’inondation par débordement de cours d'eau et par une crue torrentielle ou à montée rapide de cours d'eau, notamment l'Arre et le Coudoulous. La commune a été reconnue en état de catastrophe naturelle au titre des dommages causés par les inondations et coulées de boue survenues en 1982, 1994, 1996, 2003, 2011 et 2014,.

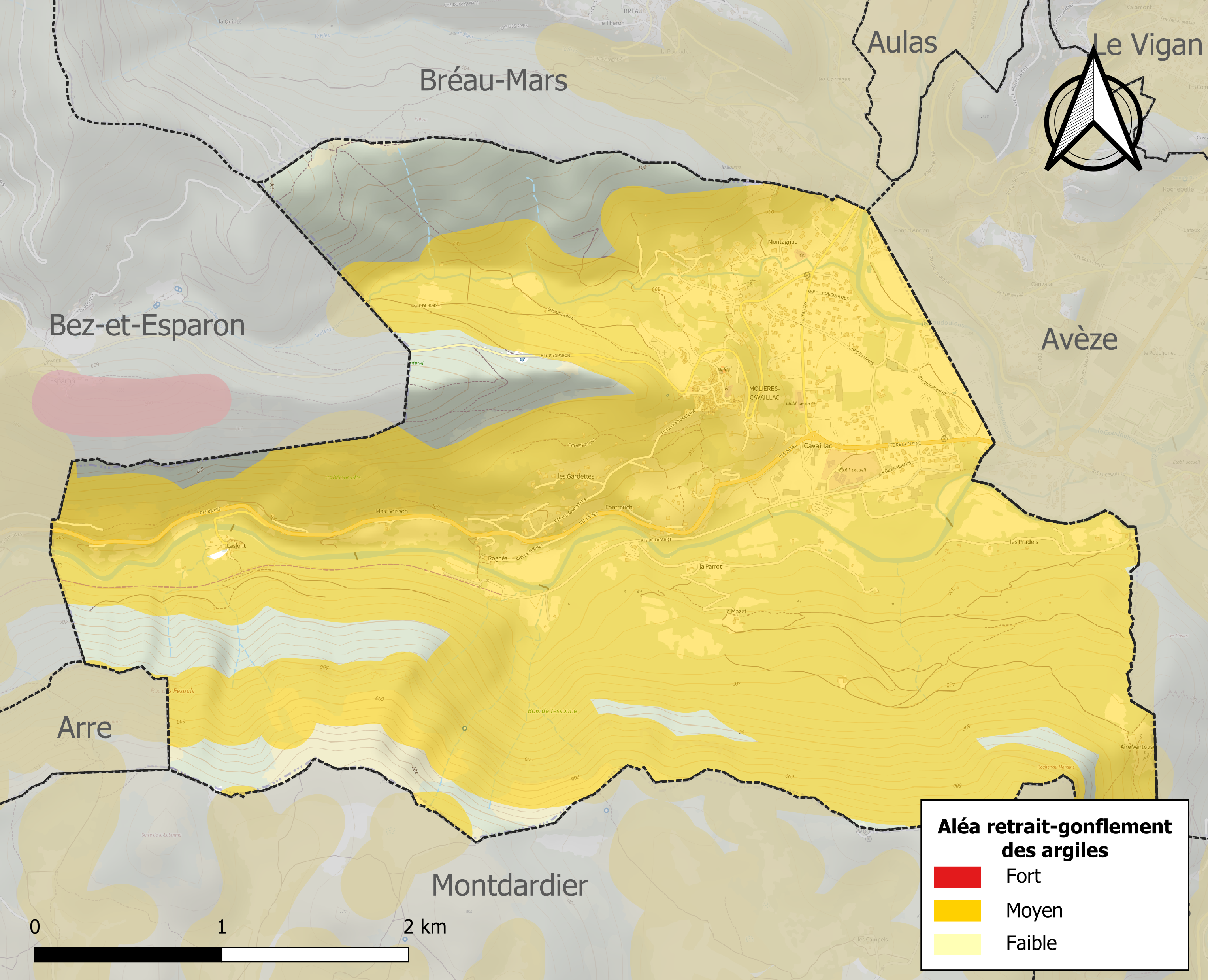
Carte des zones d'aléa retrait-gonflement des sols argileux de Molières-Cavaillac.

La commune est vulnérable au risque de mouvements de terrains constitué principalement du retrait-gonflement des sols argileux. Cet aléa est susceptible d'engendrer des dommages importants aux bâtiments en cas d’alternance de périodes de sécheresse et de pluie. 82,7 % de la superficie communale est en aléa moyen ou fort (67,5 % au niveau départemental et 48,5 % au niveau national). Sur les 451 bâtiments dénombrés sur la commune en 2019, 451 sont en aléa moyen ou fort, soit 100 %, à comparer aux 90 % au niveau départemental et 54 % au niveau national. Une cartographie de l'exposition du territoire national au retrait gonflement des sols argileux est disponible sur le site du BRGM,.
Par ailleurs, afin de mieux appréhender le risque d’affaissement de terrain, l'inventaire national des cavités souterraines permet de localiser celles situées sur la commune.

#### Risque particulier
Dans plusieurs parties du territoire national, le radon, accumulé dans certains logements ou autres locaux, peut constituer une source significative d’exposition de la population aux rayonnements ionisants. Certaines communes du département sont concernées par le risque radon à un niveau plus ou moins élevé. Selon la classification de 2018, la commune de Molières-Cavaillac est classée en zone 2, à savoir zone à potentiel radon faible mais sur lesquelles des facteurs géologiques particuliers peuvent faciliter le transfert du radon vers les bâtiments.

## Toponymie
En 1162, le village de Molières est désigné sous le nom de ecclesia de Molieryiis puis en 1384 par Moleriae. La forme occitane est Molièras (graphie classique, autres graphies Mouliero, Mouièiro), francisée ensuite en Mollières ou Molières.

Les molières sont des prairies mouillées
En 1250, Cavaillac est désigné par Territorium de Cavallaco. La forme occitane est Cavalhac (graphie classique, autre graphie Cavia) francisée ensuite Cavaillac.
D'abord appelée Molières, c'est en 1894 que la commune prend définitivement le nom de Molières-Cavaillac pour la différencier de Molières-sur-Cèze (autre Molières gardois).

## Histoire

### Antiquité
La commune de Molières-Cavaillac est traversée par l'ancien chemin des Rutènes. Cette ancienne voie reliait les Volques Arécomiques et les Rutènes. Des fouilles archéologiques ont mis au jour des éléments d'implantations gallo-romaines sur la commune.

### Moyen Âge
L'église du village semble, par ses murs épais, sa position centrale, la hauteur et l'importance de son clocher, un petit ensemble fortifié.

### Époque moderne
En 1562, les Moliérois se convertissent massivement à la Réforme. L'église est transformée en temple.
Le 22 mai 1656, le très catholique Pierre de Montfaucon, baron d'Hierle, établit dans le village une trentaine d'hommes avec armes et provisions. Le 28 mai, les bourgeois et paysans d'Aulas et Bréau-et-Salagosse, voulant mettre fin aux brigandages de cette troupe, prennent d'assaut le fort et jettent les bandits au cachot.
Plusieurs carrières de pierres sont exploitées à cette époque, alimentant ainsi les chantiers des alentours.
L'activité des moulins est importante au XVIIe siècle : moulins à céréales, à huile, à foulons (pour la confection des draps de laine).
En 1751, s'installe au Mas Cavaillac une importante papeterie qui produit des cartons d'emballages vendu dans tout le Languedoc.

### Époque contemporaine
C'est au XIXe siècle que l'économie de Molières-Cavaillac est en plein essor notamment grâce à l'exploitation des mines de houille. Ces gisements sont connus et exploités dès le XIVe siècle. En 1783, le sieur Nicolas, obtient le privilège exclusif d'exploitation. Les mines de Cavaillac sont très difficiles à exploiter du fait des nombreuses inondations des galeries. La houille qui est extraite sert alors essentiellement aux filatures.
L'activité textile par le biais des filatures de soie était très importante.
De nombreux mas avaient aussi une importante activité agricole (Mas Rivière, Mas Rouge...).
Après enquête, le préfet du régime de Vichy décide de suspendre le maire SFIC, dont on se souvient de l’action pour soutenir les grévistes de la filature en 1936 et 1937. Il est remplacé par une délégation spéciale.
Depuis les années 1970, la plaine de Cavaillac se construit et les vergers ont laissé la place aux habitations résidentielles et hangars d'activités artisanales.

## Politique et administration

### Liste des maires
| Période                                  | Période | Identité          | Étiquette | Qualité |
| ---------------------------------------- | ------- | ----------------- | --------- | --- |
|                                          | 1885    | Placide Abric     |           | |
| 1885                                     | 1891    | Jérémie Parlongue |           | |
| 1891                                     | 1895    | Antonin Viala     |           | |
| 1895                                     | 1896    | Paul Falguières   |           | |
| 1896                                     | 1908    | Zacharie Vassas   |           | |
| 1908                                     | 1919    | Léonce Sarran     |           | |
| 1919                                     | 1929    | Léopold Parlongue |           | |
| 1929                                     |         | Gabriel Maurin    |           | |
| 1945                                     | 1953    | André Danoy       |           | |
| 1953                                     | 1965    | Marcel Pelenc     |           | Filateur |
| 1965                                     | 1973    | Léon Cabrillac    |           | |
| 1973                                     | 1989    | Jean Malet        |           | |
| 1989                                     | 1995    | M. Geoffroy       |           | |
| 1995                                     | 2024    | Roland Canayer    | PS        | Président de la CC du Pays viganais (2008-2020), conseiller général du canton du Vigan (2004-2011)., décédé le 20 octobre 2024 |
| 2024                                     |         | Laurence Béranger |           | |
| Les données manquantes sont à compléter. |         |                   |           | |

## Population et société

### Démographie
L'évolution du nombre d'habitants est connue à travers les recensements de la population effectués dans la commune depuis 1793. Pour les communes de moins de 10 000 habitants, une enquête de recensement portant sur toute la population est réalisée tous les cinq ans, les populations de référence des années intermédiaires étant quant à elles estimées par interpolation ou extrapolation. Pour la commune, le premier recensement exhaustif entrant dans le cadre du nouveau dispositif a été réalisé en 2004.

En 2022, la commune comptait 903 habitants, en évolution de −4,34 % par rapport à 2016 (Gard : +2,97 %, France hors Mayotte : +2,11 %).
| 1793 | 1800 | 1806 | 1821 | 1831 | 1836 | 1841 | 1846 | 1851 |
| ---- | ---- | ---- | ---- | ---- | ---- | ---- | ---- | ---- |
| 700  | 662  | 672  | 653  | 705  | 734  | 755  | 776  | 740  |

| 1856 | 1861 | 1866 | 1872 | 1876 | 1881 | 1886 | 1891 | 1896 |
| ---- | ---- | ---- | ---- | ---- | ---- | ---- | ---- | ---- |
| 687  | 747  | 713  | 681  | 663  | 640  | 632  | 623  | 715  |

| 1901 | 1906 | 1911 | 1921 | 1926 | 1931 | 1936 | 1946 | 1954 |
| ---- | ---- | ---- | ---- | ---- | ---- | ---- | ---- | ---- |
| 606  | 654  | 682  | 513  | 478  | 518  | 504  | 419  | 347  |

| 1962 | 1968 | 1975 | 1982 | 1990 | 1999 | 2004 | 2006 | 2009 |
| ---- | ---- | ---- | ---- | ---- | ---- | ---- | ---- | ---- |
| 364  | 358  | 504  | 617  | 705  | 800  | 921  | 949  | 913  |

| 2014 | 2019 | 2022 | - | - | - | - | - | - |
| ---- | ---- | ---- | - | - | - | - | - | - |
| 939  | 924  | 903  | - | - | - | - | - | - |

### Enseignement
- École maternelle intercommunale qui dessert les communes de Molières-Cavaillac, Bréau-et-Salagosse, Mars, Aulas et Arphy.
- École élémentaire.

### Santé
Une maison de repos "Les châtaigniers" est installée dans la plaine de Cavaillac.

## Économie

### Revenus
En 2018  (données Insee publiées en septembre 2021), la commune compte 378 ménages fiscaux, regroupant 784 personnes. La médiane du revenu disponible par unité de consommation est de 20 080 € (20 020 € dans le département).

### Emploi
|                | 2008   | 2013   | 2018  |
| -------------- | ------ | ------ | ----- |
| Commune        | 8,6 %  | 10,5 % | 8,3 % |
| Département    | 10,6 % | 12 %   | 12 %  |
| France entière | 8,3 %  | 10 %   | 10 %  |

En 2018, la population âgée de 15 à 64 ans s'élève à 537 personnes, parmi lesquelles on compte 67,7 % d'actifs (59,5 % ayant un emploi et 8,3 % de chômeurs) et 32,3 % d'inactifs,. En  2018, le taux de chômage communal (au sens du recensement) des 15-64 ans est inférieur à celui de la France et du département, alors qu'en 2008 il était supérieur à celui de la France.
La commune fait partie du pôle principal de l'aire d'attraction du Vigan,. Elle compte 390 emplois en 2018, contre 395 en 2013 et 340 en 2008. Le nombre d'actifs ayant un emploi résidant dans la commune est de 323, soit un indicateur de concentration d'emploi de 120,6 % et un taux d'activité parmi les 15 ans ou plus de 45,2 %.
Sur ces 323 actifs de 15 ans ou plus ayant un emploi, 116 travaillent dans la commune, soit 36 % des habitants. Pour se rendre au travail, 80,3 % des habitants utilisent un véhicule personnel ou de fonction à quatre roues, 1,2 % les transports en commun, 5,9 % s'y rendent en deux-roues, à vélo ou à pied et 12,5 % n'ont pas besoin de transport (travail au domicile).

### Activités hors agriculture

#### Secteurs d'activités
74 établissements sont implantés  à Molières-Cavaillac au 31 décembre 2019. Le tableau ci-dessous en détaille le nombre par secteur d'activité et compare les ratios avec ceux du département,.
| Secteur d'activité                                                                                        | Commune | Commune | Département |
| Secteur d'activité                                                                                        | Nombre  | %       | %           |
| --- | ------- | ------- | ----------- |
| Ensemble                                                                                                  | 74      |         |             |
| Industrie manufacturière, industries extractives et autres                                                | 7       | 9,5 %   | (7,9 %)     |
| Construction                                                                                              | 22      | 29,7 %  | (15,5 %)    |
| Commerce de gros et de détail, transports, hébergement et restauration                                    | 14      | 18,9 %  | (30 %)      |
| Information et communication                                                                              | 3       | 4,1 %   | (2,2 %)     |
| Activités financières et d'assurance                                                                      | 2       | 2,7 %   | (3 %)       |
| Activités spécialisées, scientifiques et techniques et activités de services administratifs et de soutien | 12      | 16,2 %  | (14,9 %)    |
| Administration publique, enseignement, santé humaine et action sociale                                    | 8       | 10,8 %  | (13,5 %)    |
| Autres activités de services                                                                              | 6       | 8,1 %   | (8,8 %)     |

Le secteur de la construction est prépondérant sur la commune puisqu'il représente 29,7 % du nombre total d'établissements de la commune (22 sur les 74 entreprises implantées  à Molières-Cavaillac), contre 15,5 % au niveau départemental.

#### Entreprises et commerces
Les deux entreprises ayant leur siège social sur le territoire communal qui génèrent le plus de chiffre d'affaires en 2020 sont : 
- CCV, supports juridiques de gestion de patrimoine mobilier (48 k€)
- Crloc, location de longue durée de voitures et de véhicules automobiles légers (11 k€)

### Agriculture
|               | 1988 | 2000 | 2010 | 2020 |
| ------------- | ---- | ---- | ---- | ---- |
| Exploitations | 9    | 3    | 2    | 4    |
| SAU (ha)      | 23   | 3    | 5    | 9    |

La commune est dans les Cévennes, une petite région agricole occupant l'ouest du département du Gard. En 2020, l'orientation technico-économique de l'agriculture  sur la commune est la polyculture et/ou le polyélevage. Quatre exploitations agricoles ayant leur siège dans la commune sont dénombrées lors du recensement agricole de 2020 (neuf en 1988). La superficie agricole utilisée est de 9 ha,,.

## Culture locale et patrimoine

### Édifices civils
Plusieurs constructions témoignent de l'activité industrielle et agricole de la fin du XIXe siècle :
- Filature Pelenc : existante dès 1840, agrandie tout au long du XIXe siècle. Une centaine d'ouvriers y travaillaient vers 1900. Fermeture définitive en juillet 1957. Elle abrite aujourd'hui la mairie annexe et une salle des fêtes.
- Mas Cavaillac : ancienne papeterie en activité de 1751 à 1837. Transformée en filature puis en mas agricole. Aujourd'hui transformée en appartements et bureaux.
- Ancienne usine ProGil. Industrie d'extraction du tannin du châtaignier installée en 1893. Fermeture en 1955. Aujourd'hui les locaux abritent une importante scierie.
- Puits Sainte-Barbe et Mines des Lachs.
- Maison et filature Parlongue. Filature en activité de 1837 à 1914. En partie démolie en 1934 pour faciliter le tracé de la D999, elle conserve un style original rappelant les demeures toscanes.

La commune est parsemée de chemins en calade, de lavoirs et compte également un ancien moulin à huile.
La tourette. Tour bâtie en calcaire vers 1860 par des bergers.

### Édifices religieux
- Église Saint-Jean-Baptiste dont les fondations datent du XIIIe siècle.
- Temple de l’Église Protestante Unie de France, bâti en 1826.
- Ancienne chapelle hinschiste.

### Héraldique
| Blason de Molières-Cavaillac | Blason  | D'argent, à une fasce d'azur, chargée de trois besants d'or. |
| Blason de Molières-Cavaillac | Détails | Le statut officiel du blason reste à déterminer.             |